# Cuscuta colombiana
Cuscuta colombiana ist eine parasitär lebende Pflanzenart aus der Gattung Seide in der Familie der Windengewächse (Convolvulaceae). Die Art ist in Kolumbien beheimatet.

## Beschreibung
Die Stängel von Cuscuta colombiana sind schlank, verwelkend und schließlich bis auf die Blütenstände verschwindend. Die Blütenstände sind Büschel bildende, rispige Zymen. Diese Büschel erreichen Durchmesser von etwa 3 bis 4 cm. Die Blüten sind mehr oder weniger fleischig, etwa 1,5 mm lang, die Blütenstiele sind oftmals länger als die Blüten.
Der Kelch ist mit eiförmig-lanzettlichen bis langgestreckten Kelchlappen besetzt, nach vorn hin sind sie zugespitzt und mehr oder weniger unklar geformt. Die Krone ist glockenförmig, an der Basis papillös und mit eiförmig-lanzettlichen und zugespitzten Lappen besetzt. Durch die abstehenden Kelchblätter und die becherförmigen Kronen erinnern die Blätter an eine Tasse mit einer Untertasse. Die Staubblätter reichen in etwa bis zur Spitze der Kronlappen. Zwischen den Staubblättern stehen kleine, langgestreckte bis spatelförmige, fransige Schuppen. Der Griffel ist langgestreckt und sitzt auf einem kugelförmigen Fruchtknoten.
Die Früchte sind eingedrückt kugelförmige Kapseln, die durch einen Ringriss aufspringen.

## Vorkommen
Die Art ist in Kolumbien beheimatet und ist dort im Departamento Magdalena zu finden. Der Typusstandort ist trockenes Grasland und liegt auf 300 m Höhe.

## Systematik
Cuscuta colombiana ist innerhalb der Gattung Seide (Cuscuta) in die Untergattung Grammica eingeordnet.